# Houle
Pour les articles homonymes, voir Houle (homonymie).

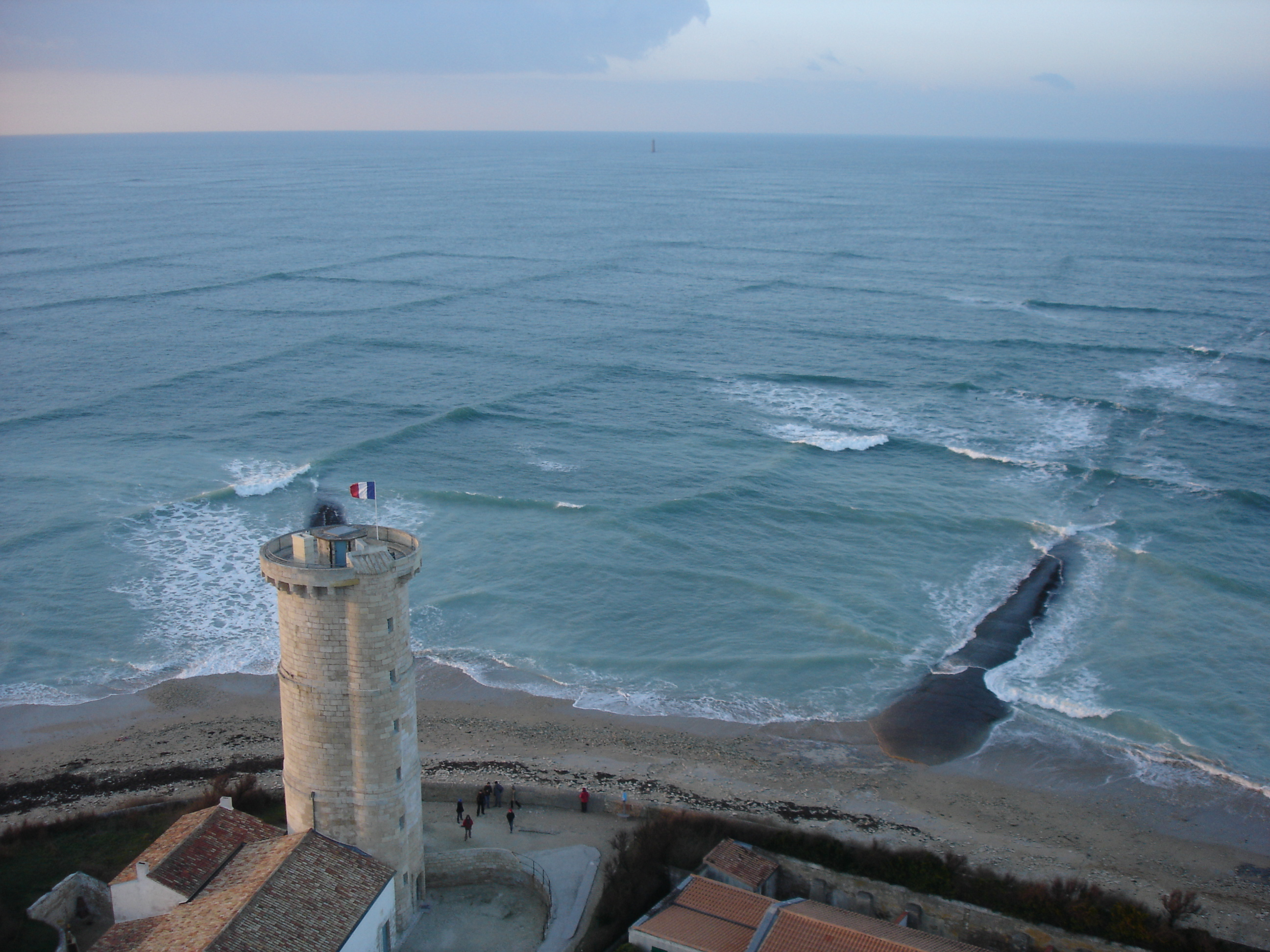
Mer croisée, peu agitée. Petite houle.

La houle  est un mouvement ondulatoire de la surface de la mer qui est formé par un champ de vent éloigné de la zone d'observation (vent lointain).  
Il présente un aspect relativement régulier bien qu'il ne corresponde pas à la définition de la vague régulière périodique. Il ressemble plutôt à une telle onde dont l'amplitude varie lentement. Plus précisément, c'est la partie de l'état de la mer qui se caractérise par son absence de relation avec le vent local. Dans cette acception, le mot houle est équivalent à l'anglais swell par opposition avec la mer du vent (wind sea), l'une et l'autre provenant généralement de directions différentes (mers croisées). Un houlographe ne fait pas cette distinction, qui peut être obtenue par un filtrage ultérieur, la mer contenant en principe des composantes plus courtes que la houle.

## Description

Composantes de la houle.

Une houle se caractérise en première approximation par une hauteur crête à creux, double de l'amplitude, (de quelques décimètres à quelques mètres) et une longueur d'onde ou une période (généralement de l'ordre d'une dizaine de secondes). En réalité, il s'agit d'un phénomène qui n'est pas périodique et qui peut s'interpréter comme une somme d'une infinité de composantes sinusoïdales infiniment petites (voir Signaux à variance finie). La période moyenne des crêtes, quelle que soit la définition que l'on donne à cette expression, est augmentée au cours de la propagation par la perte des composantes les plus courtes. C'est un indicateur de l'intensité et de la taille de la tempête qui a engendré la houle.
Souvent à peine sensible en pleine mer, la houle s'amplifie au voisinage de la côte et lorsque la profondeur diminue (hauts-fonds), elle peut alors atteindre plusieurs mètres et déferler. Une fois générées dans les tempêtes, les houles de grandes périodes peuvent se propager sur des dizaines de milliers de kilomètres. Cette propagation qui suit les géodésiques sur la surface terrestre (les grands cercles sur des plans passant par le centre de la terre), est en pratique empêchée par la présence des continents. Plusieurs observations ont été faites de houles venant des antipodes (soit 20 000 km parcourus), par exemple de Madagascar à la Californie en passant par le sud de l'Australie.

## Formation

### Action du vent
Les trains de vagues engendrées par un vent local constituent la mer du vent. Cette mer du vent est d'autant plus forte que le vent est fort, ou souffle longtemps, ou sur une distance (fetch) importante. Ces vagues se transforment en houle lorsque le vent faiblit ou lorsqu'elles se propagent en dehors de l'aire génératrice. La houle peut se propager très loin de la zone de génération (on parle alors de houle résiduelle).
La mer contient des composantes de périodes variées qui lui donnent un aspect erratique. Par grande profondeur, la célérité de ces composantes est proportionnelle à leur période. Le rapport diminue quand la profondeur diminue, ce qui ne change pas qualitativement le phénomène. Les vagues créées par un vent soufflant sur une largeur donnée s'étalent au cours de leur déplacement par le phénomène de diffraction, ce qui diminue la contribution des composantes dans le sens de propagation de la houle, et ce d'autant plus qu'elles sont plus courtes. En effet, les composantes les plus courtes sont donc progressivement abandonnées en route, ce qui donne une impression de régularisation alors que la hauteur significative diminue.
Enfin, il existe une perte d'énergie encore mal comprise, probablement due aux frottements à l'interface entre l'air et l'eau. En effet, un vent généré par la houle a été observé en laboratoire et dans les régions de vent faible.

### Houle cyclonique
Les cyclones tropicaux et les tempêtes des latitudes moyennes génèrent des vagues sur plusieurs centaines de kilomètres avant leur arrivée ce qui donne la houle cyclonique. Cette dernière se propage souvent plus vite que le cyclone tropical auquel elle est associée. En se rapprochant des côtes, elle devient de plus en plus haute à mesure que la profondeur diminue. Ce phénomène est source de dégâts, surtout dans les baies ou les plaines littorales. Les vagues pouvant atteindre une vingtaine de mètres de haut, déferlent sur la côte et contiennent une énergie énorme pouvant endommager sévèrement les infrastructures.
Il n'est pas nécessaire que le cyclone tropical se dirige vers la côte elle-même. Il peut avoir une trajectoire parallèle à la côte, sans jamais l'affecter directement, mais comme la houle se propage latéralement, elle va donner une grosse mer à une grande distance. Ainsi, il arrive souvent que des noyades sont rapportées sur les côtes lors du passage d'un cyclone au large à cause des vagues et de la création d'un courant d'arrachement.

## Instruments de mesure
Comme les vagues, la houle peut se mesurer à partir de l'élévation de la surface, avec des bouées houlographes, perches à houle, radars à houle, à partir de la pression sous l'eau (marégraphes haute fréquence) ou des vitesses dans l'eau (courantomètres). De plus la houle crée des modulations des vagues plus courtes. Elle est alors visible sur des images radar, en particulier avec un radar à synthèse d'ouverture. Ce type de radar est idéal pour caractériser l'évolution de la houle à l'échelle des bassins océaniques (imagettes), ou en zone côtière (mode image).

## État de la mer
Termes descriptifs en fonction de la hauteur des vagues (en mètres). 
| Termes descriptifs | Hauteurs           |
| ------------------ | ------------------ |
| petite houle       | vagues < 2 m       |
| houle modérée      | 2 m < vagues < 4 m |
| grande houle       | vagues > 4 m       |

## La houle comme fournisseur d'énergie
L'énergie de la houle, renouvelable et écologique, intéresse certains scientifiques. La difficulté, en particulier aux moyennes latitudes et dans les zones tropicales soumises aux cyclones, est d'être capable d'extraire de l'énergie des houles moyennes tout en résistant aux vagues de tempêtes, beaucoup plus puissantes. Des systèmes prototypes permettant de récupérer cette énergie pour produire de l'électricité sont ainsi expérimentés, par exemple en France par l'École centrale de Nantes et l'ENS Cachan, campus de Ker Lann, antenne de Bretagne et l'ENSISA (Mulhouse). 